# Churahi jezik
Churahi jezik (ISO 639-3: cdj; chaurahi, churahi pahari, churai pahari), sjevernoindoarijski jezik kojim govori 111 000 ljudi (1991 popis) u indijskoj državi Himachal Pradesh. Oko 90% je razumljiv jeziku mandeali [mjl], s kojim pripada zapadnopaharskoj podskupini jezika.
Pripadnici etničke grupe Churahi Pahari osim svog jezika koriste se i hindskim, pandžapskim [pan], ili urduom [urd].

## Vanjske poveznice
- Ethnologue (14th)
- Ethnologue (15th)